# مارینهایده
مارینهایده (به آلمانی: Marienheide) یک شهر در آلمان است که در اوبربرگیشر کرایس واقع شده‌است. مارینهایده ۱۳٬۷۳۳ نفر جمعیت دارد.